# Bosco Verticale

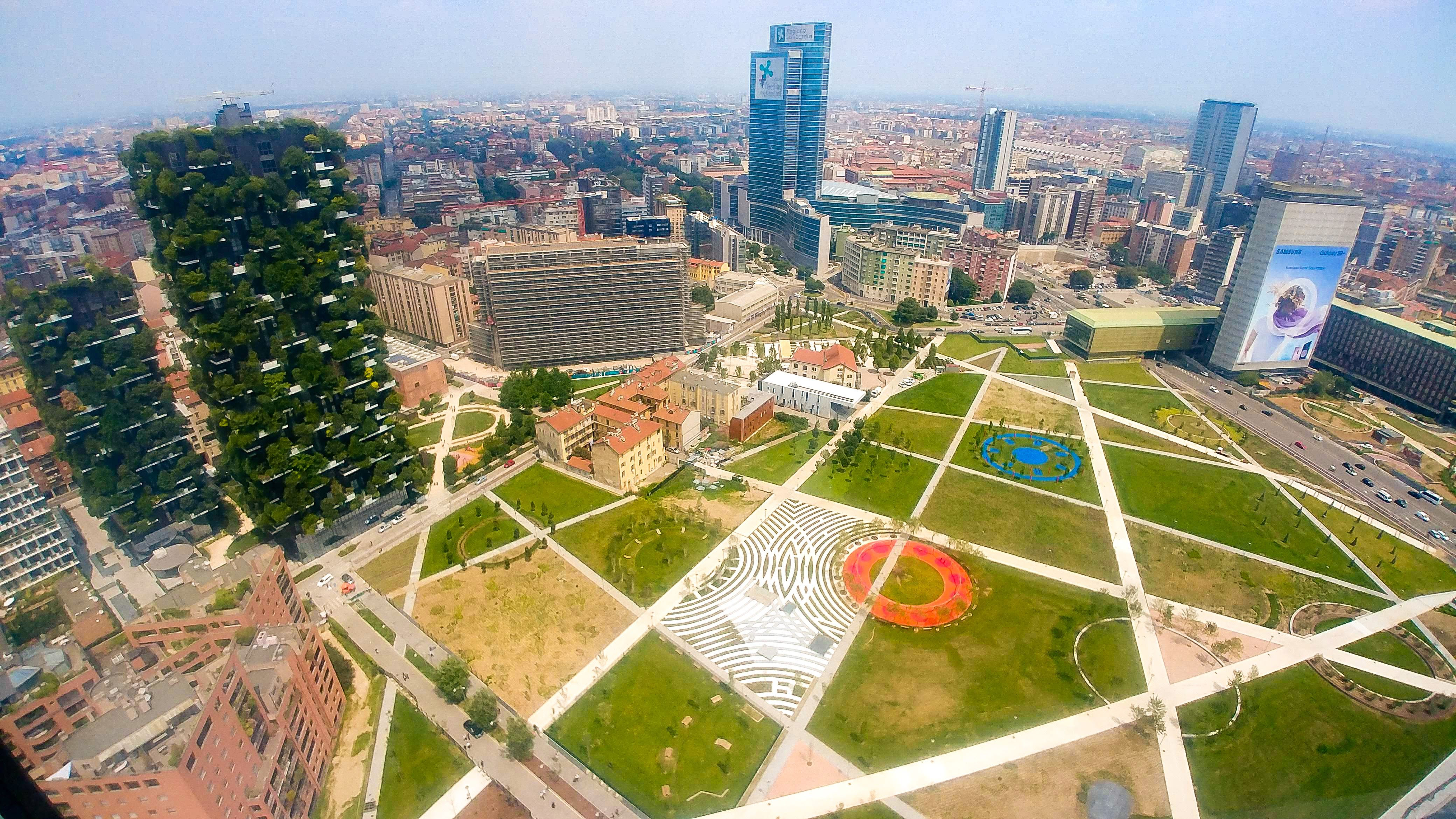
Bosco Verticale a la Izquierda

El Bosco Verticale (en español: Bosque Vertical) es un complejo de dos rascacielos residenciales diseñado por el Boeri Studio (integrado por Stefano Boeri, Gianandrea Barreca y Giovanni La Varra) y situado en el Centro Direzionale di Milano, en los límites del barrio Isola.
La peculiaridad de estas construcciones, ambas inauguradas en 2014, es la presencia de más de dos mil especies vegetales  distribuidas en sus fachadas. Se trata de un ambicioso proyecto de reforestación urbana que, según sus diseñadores, se propone incrementar la biodiversidad vegetal y animal de la capital lombarda a través la densificación vertical del verde, reduciendo la expansión urbana y contribuyendo también a la mitigación del microclima.
Como muestra de su reconocimiento arquitectónico, el Bosco Verticale ha ganado numerosas competiciones: además del International Highrise Award, que se le concedió en 2014, en 2015 del Consejo de Edificios Altos y Hábitat Urbano otorgó al Bosco Verticale el premio al «rascacielos más bello e innovador del mundo».

## Situación

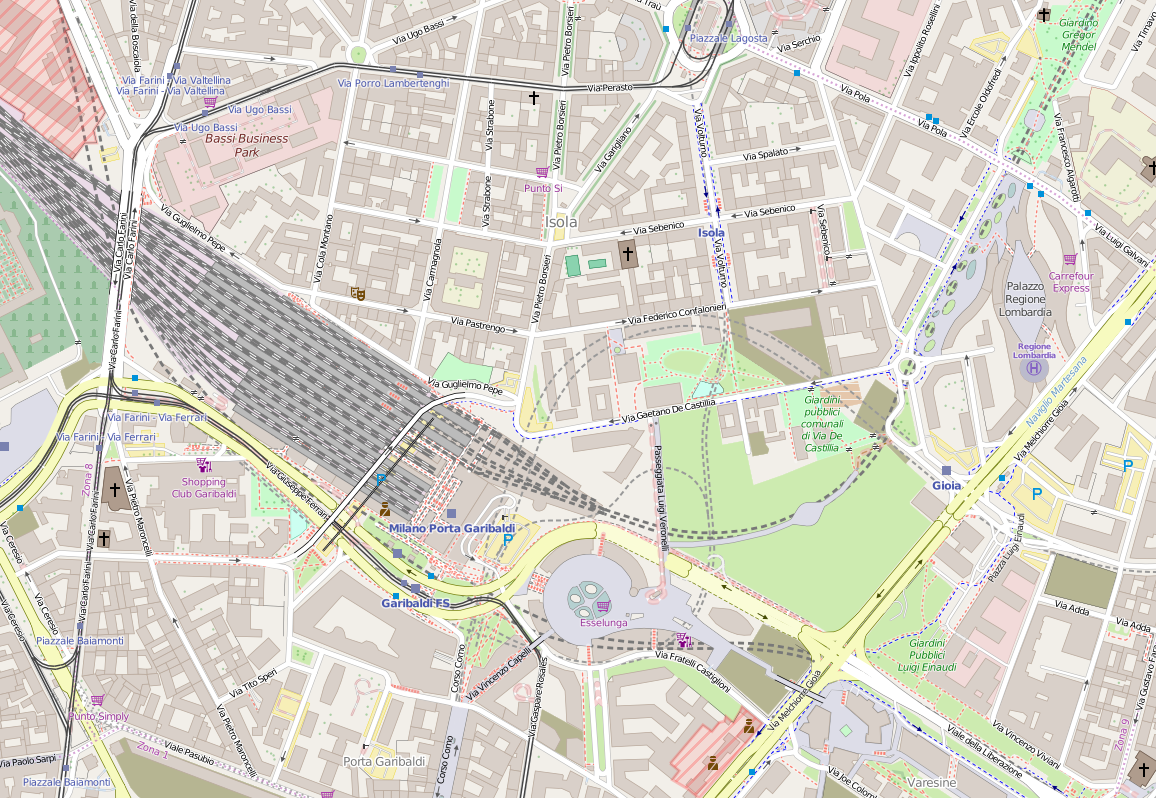
Mapa de la zona de Porta Nuova: las dos torres están señaladas con el punto rojo.

El complejo se sitúa en la Vía Federico Confalonieri y la Vía Gaetano de Castillia, en los límites del barrio Isola, afectado desde 2005 por una serie de intervenciones de regeneración urbana en el ámbito del Progetto Porta Nuova. El Bosco Verticale se ubica en el interior del Centro Direzionale di Milano, denso grupo de rascacielos que incluye, entre otros, la Torre Unicredit, el Palazzo Lombardia, el Grattacielo Pirelli y la Torre Solaria.
A 2,5 km de distancia de la Piazza del Duomo, las dos torres están situadas en uno de los puntos neurálgicos de la viabilidad milanesa, ubicándose en un importantísimo nodo intermodal para el transporte por ferrocarril y por carretera. Además de los varios medios superficiales, el Bosco Verticale está servido por las estaciones Isola, Gioia, Porta Garibaldi y Repubblica del Metro de Milán, de las cuales las dos últimas están situadas además a lo largo del pasante ferroviario de Milán.

## Historia

### Diseño y construcción
Boeri tuvo la idea de realizar un rascacielos revestido de árboles en abril de 2007 en Dubái, cuando era director de Domus: visitando la ciudad emiratí, el arquitecto tuvo la impresión de encontrarse en una «ciudad mineral, hecha de decenas de nuevas torres y rascacielos, todos revestidos de vidrio, cerámica o metal, todos ellos reflejando la luz solar y por tanto generando calor en el aire y sobre todo en el suelo, habitado por los peatones». Este rechazo hacia las «ciudades minerales» de acero y vidrio creció cuando el arquitecto español Alejandro Zaera publicó una investigación donde reveló que el 94% de los edificios altos construidos después de 2000 está revestido de vidrio.
Fueron estos los factores que estimularon a Boeri a proyectar «dos torres revestidas no de vidrio, sino de hojas [...] de plantas, de arbustos, [...] de árboles, [...] de vida», prometiendo al mismo tiempo una reducción del consumo de energía precisamente gracias a la acción de la fachada vegetal. Esta propuesta fue formalizada primero con la publicación de un artículo en un periódico italiano, titulado A Milano nascerà la prima torre biologica e sostenibile («En Milán se construirá la primera torre biológica y sostenible»), y posteriormente con la elaboración de un Manifesto del Bosco Verticale para dar impulso a una arquitectura viva y sostenible. Estas premisas fueron consideradas suficientes por Hines, una inmobiliaria multinacional que en aquellos años estaba dirigiendo una gran intervención de regeneración urbana en el Centro Direzionale di Milano, en el ámbito del Progetto Porta Nuova.
La construcción del Bosco Verticale empezó en otoño de 2009, con el empleo de unos seis mil trabajadores. La edificación de las dos torres, confiada a la empresa altoatesina ZH, procedió con gran lentitud hasta cuando, a causa de la acuciante crisis económica, el 22 de abril de 2013 dicha constructora renunció al encargo, presentando el contrato en blanco. Una vez verificado el «estado de las obras, el desarrollo de los proyectos constructivos, la emisión de órdenes para el abastecimiento de los materiales y la situación logística», la empresa fue sustituida rápidamente por Colombo Costruzioni, que retomó las obras en mayo de ese mismo año.
El Bosco Verticale, terminado en otoño de 2014, fue finalmente inaugurado y presentado a los ciudadanos el 10 de octubre del mismo año. A pesar de las esporádicas opiniones críticas, el Bosco ha tenido un grandísimo eco, como lo atestiguan los varios reconocimientos obtenidos y la gran cantidad de investigaciones científicas, acciones de estudio y documentales realizados sobre él.

### Reconocimientos
Dos son los reconocimientos que ha conseguido el Bosco Verticale. El 19 de noviembre de 2014 el Bosco Verticale resultó ganador del International Highrise Award, competición internacional de frecuencia bienal para la asignación del premio al rascacielos más bonito del mundo: el edificio, en cuanto «ejemplo excelente de revitalización de un centro urbano», fue elegido entre ochocientos rascacielos de todos los continentes.
En su discurso, Peter Cachola Schmal, director del Museo Alemán de Arquitectura y miembro del jurado, subrayó:

Estoy muy impresionado por el estilo de esta obra, por lo que representa y por los resultados que puede obtener la arquitectura. El Bosco Verticale ofrece sin duda protección y espacio uniendo al mismo tiempo elementos como la naturaleza, la luz y el aire teniendo en cuenta las necesidades humanas en una relación equilibrada entre elementos que no resulta nunca más compleja de lo necesario. Una idea valiente y radical para la ciudad del mañana.

El reconocimiento como «rascacielos más bello e innovador del mundo» es del 13 de noviembre de 2015, cuando el Consejo de Edificios Altos y Hábitat Urbano, auspiciado por el Instituto de Tecnología de Illinois de Chicago, eligió al edificio como «Mejor Arquitectura del Mundo de 2015». El complejo fue elegido ganador del concurso en virtud de su singularidad experimental:

El Bosco Verticale es un ejemplo único en el uso del verde en altura y en proporción. La «fachada viva» del edificio, que incorpora numerosos árboles y más de noventa especies de plantas, realiza el papel de interfaz activa con el ambiente que lo rodea. Lo que hace excepcional a la idea es la acción de las plantas, que funcionan como extensión de la fachada exterior del edificio. El jurado definió como innovadora la exploración de la vitalidad del verde en estas alturas.

La amplia y favorable recepción que ha tenido el Bosco Verticale en Europa y en el mundo está corroborada por la decisión de la Conferencia de las Naciones Unidas sobre Cambio Climático 2015 de ponerlo como ejemplo de «desarrollo urbano virtuoso y exportable», haciendo así que este experimento fuera replicado también en la ciudad china de Shijiazhuang, en la provincia de Hebei, con la construcción de una ciudad verde y sostenible en ósmosis con el ambiente.

## Influencias

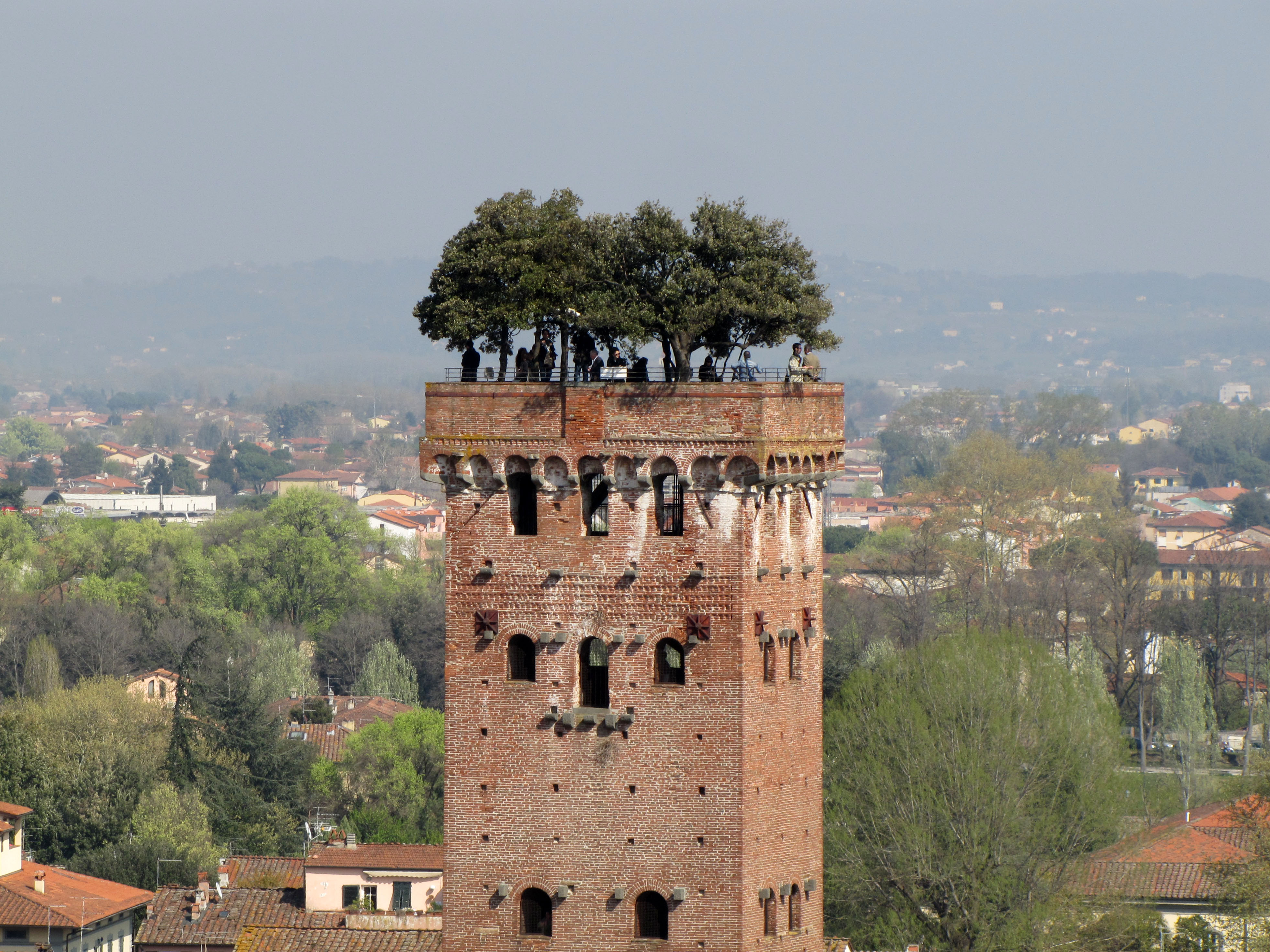
La Torre Guinigi de Lucca, con sus encinas en la cima, es un verdadero precursor del Bosco Verticale.

En realidad, la idea de poner en valor el verde en la arquitectura no ha sido introducida por el Bosco Verticale. Los fundadores de esta tendencia son los Jardines Colgantes de Babilonia, construidos en torno al 590 a. C. por el rey Nabucodonosor II, pero también ha sido explorada por las marcite, desarrolladas en el siglo XIII por los monjes cistercienses de la baja Lombardía, y la Torre Guinigi de Lucca, un verdadero Bosco Verticale ante litteram que presenta en su cima un jardín colgante con siete encinas seculares.
Muchos de los proyectos de referencia del Bosco Verticale son adscribibles a la llamada arquitectura sostenible, desarrollada en la segunda mitad del siglo XX. Entre las fuentes de inspiración más importantes se debe citar la Casa nel Bosco de Cini Boeri, madre de Stefano, construida en un bosque de abedules y articulada en zig-zag para evitar la tala de árboles. Entre los precursores del Bosco, en cualquier caso, también están las utópicas residencias de Friedensreich Hundertwasser, con las fachadas cubiertas enteramente por las hojas de los «árboles inquilinos» (según afirmó el propio arquitecto), y los jardines colgantes de Emilio Ambasz, que sigue un enfoque de «verde sobre gris».
Además, desde el punto de vista conceptual Boeri se mostró muy sensible a la influencia ejercida por aquellas obras literarias o musicales que exploran la interacción entre el hombre y la naturaleza: entre todas, las que ejercieron un mayor atractivo fueron la novela El barón rampante de Italo Calvino, donde el protagonista (Cosimo Piovasco di Rondò) decide vivir en los árboles durante toda su vida, y una canción de Adriano Celentano titulada Un albero di trenta piani («Un árbol de treinta plantas»), que recita:

Ahi ah, non respiro più,
mi sento
che soffoco un po',
sento il fiato, che va giù,
va giù e non viene su,
vedo solo che
qualcosa sta nascendo...
forse è un albero,
sì, è un albero
di trenta piani
Ay, ya no puedo respirar,
siento
que me ahogo un poco,
siento el aliento, que se va,
se va y no vuelve,
veo solo que
algo está naciendo...
quizá es un árbol,
sí, es un árbol
de treinta plantas

## Fachada vegetal
En total, las fachadas del Bosco Verticale albergan 711 árboles, 5000 arbustos de grandes dimensiones y 15 000 plantas perennes y de hoja caduca, que se densifican en altura hasta recubrir una superficie equivalente a dos hectáreas (20 000 m²) de vegetación. Hay 94 especies vegetales distintas: de estas, 59 son útiles para los pájaros, 60 son árboles y arbustos y 33 son se hoja perenne.

### Beneficios
La vegetación aporta numerosísimos efectos benéficos a las dos torres y al ambiente urbano que las rodea, tanto desde el punto de vista ambiental como climático. El Bosco Verticale contribuye a la constitución de un microclima que genera humedad, filtra las partículas en suspensión (o desvía su recorrido), atenúa notablemente la contaminación acústica, depura el aire eliminando CO2 de la atmósfera y emitiendo O2, protege de la radiación solar a través de la sombra de las hojas y protege del viento a través de la acción rompeviento de las plantas.
Desde el punto de vista de la fauna, el Bosco protege la biodiversidad a través de la creación de hábitats biológicos. Las numerosísimas especies vegetales distribuidas en las fachadas constituyen un verdadero ecosistema capaz de atraer pájaros e insectos (en 2014 se contaron 1600), «convirtiéndose en un sensor urbano de la recolonización vegetal y animal espontánea de la ciudad».
El Bosco Verticale también es un dispositivo contra la dispersión urbana que «contribuye a controlar y reducir la expansión urbana»: si se distribuyera uniformemente sobre el territorio en la forma de casas unifamiliares, cada una de las dos torres ocuparía una superficie de unos 50 000 m².
En palabras de Stefano Boeri:

El Bosco Verticale [...] contribuye [...] a la producción de oxígeno, a la absorción de las partículas en suspensión procedentes de la contaminación del tráfico y a la reducción de la oscilación térmica entre el interior y el exterior
Stefano Boeri

### Disposición de las especies y policromía
Otra peculiaridad del Bosco Verticale es la cambiante policromía de los árboles que revisten sus fachadas. Con el paso de las estaciones, las plantas no solo renuevan sus colores, sino también los de toda la arquitectura: es así que durante la primavera las dos torres asumen delicadas tonalidades pastel, mientras que en otoño, al final de la temporada de crecimiento, emergen los colores cálidos.
Tampoco la distribución de las especies es producto del azar. En este sentido, las plantas fueron colocadas en razón de varios criterios de naturaleza formal y estética; se citan, por ejemplo, sus cualidades ornamentales, las estaciones de floración, la potencial alergenicidad, el desarrollo de la arquitectura del follaje y el tronco, y la facilidad de mantenimiento. De este modo, las plantas de hoja perenne están colocadas en el lado suroeste, mientras que en el lado noreste están colocadas las de hoja caduca.
Un buen compendio de lo que acabamos de decir nos lo da Laura Gatti, la agrónoma paisajista que junto con Emanuela Borio supervisó la fachada vegetal del complejo:

¿Qué aspecto tendrán las dos torres en los diferentes momentos del año?
Naturalmente cambiará mucho según la exposición de la fachada. En líneas generales, en el lado sur de las torres del Bosco Verticale hemos colocado especies de hoja perenne, muy coloridas y alegres. En el norte y el oeste habrá plantas de hoja caduca, de colores otoñales, mientras que al este prevalecerán tonalidades tenues, frescas, primaverales. En cada estación el espectáculo y los juegos visuales serán distintos.

A continuación se reproduce una tabla que muestra los colores asumidos por algunas de las especies vegetales durante las cuatro estaciones.
| Nombre de la planta                   | Imagen                      | Otoño                       | Invierno                    | Primavera                   | Verano                      | Nombre de la planta                       | Imagen              | Otoño               | Invierno            | Primavera           | Verano              |
| ------------------------------------- | --------------------------- | --------------------------- | --------------------------- | --------------------------- | --------------------------- | ----------------------------------------- | ------------------- | ------------------- | ------------------- | ------------------- | ------------------- |
| Fachada oeste, norte y este           | Fachada oeste, norte y este | Fachada oeste, norte y este | Fachada oeste, norte y este | Fachada oeste, norte y este | Fachada oeste, norte y este | Fachada sur y oeste                       | Fachada sur y oeste | Fachada sur y oeste | Fachada sur y oeste | Fachada sur y oeste | Fachada sur y oeste |
| Encina Quercus ilex                   |                             | ●                           | ●                           | ●                           | ●                           | Encina Quercus ilex                       |                     | ●                   | ●                   | ●                   | ●                   |
| Koelreuteria Koelreuteria paniculata  |                             | ●                           |                             | ●                           | ●                           | Roble pubescente Quercus pubescens        |                     | ●                   |                     | ●                   | ●                   |
| Peral silvestre Pyrus pyraster        |                             | ●                           |                             | ○                           | ●                           | Fresno de flor Fraxinus ornus             |                     | ●                   |                     | ○                   | ●                   |
| Madroño Arbutus unedo                 |                             | ●                           | ●                           | ○                           | ●                           | Madroño Arbutus unedo                     |                     | ●                   | ●                   | ○                   | ●                   |
| Pero corvino Amelanchier lamarckii    |                             | ●                           | ●                           | ○                           | ●                           | Retama negra Cytisus scoparius            |                     | ●                   | ●                   | ●                   | ●                   |
| Espino blanco Crataegus monogyna      |                             | ●                           |                             | ○                           | ●                           | Ceanoto Ceanothus spp                     |                     | ●                   | ●                   | ●                   | ●                   |
| Hipérico calicino Hypericum calycinum |                             | ●                           |                             | ●                           | ●                           | Plumbago azul Ceratostigma plumbaginoides |                     | ●                   |                     | ●                   | ●                   |

### Recipientes
Cada uno de los recipientes en los que se plantan las especies ha sido diseñado para no influir excesivamente en el crecimiento de las raíces, evitando la aparición de defectos. Las dimensiones del recipiente varían según las exigencias hídricas y radicales de la planta; en el caso de los árboles, tienen una longitud de 1,10 metros y la misma anchura, mientras que para los arbustos se adoptaron recipientes de 0,5 metros de longitud y profundidad como mínimo.
Todos los recipientes están realizados en cemento y dotados de un estrato impermeable bituminoso y un revestimiento protector capaz de limitar eficazmente la radicación. A lo largo de las superficies interiores hay un estrato de separación y drenaje para separar el sustrato de la membrana impermeabilizante, colocada en el fondo del contenedor: esta última está formada por elementos filtrantes de tejido no sintético, respectivamente una tipología de geotextil y una funda anti-raíz de polietileno.
Para anclar las plantas se recurrió a un sólido bastidor de acero soldado, capaz de anclar eficazmente la tierra afectada por la radicación; en el caso en el que el árbol en cuestión alcanzara dimensiones considerables, se adoptaron otros sistemas de enganche en acero, esta vez aéreos. Los sistemas de anclaje, entre otras cosas, no involucran solo a los recipientes, sino también a las plantas, protegidas por dispositivos de enlace temporal para impedir su vuelco o su caída, especialmente en condiciones ambientales extremas e imprevistas.
El sustrato de cultivo de toda la flora del Bosco se compone de sustancias orgánicas e inorgánicas mezcladas: destaca el magistral uso de lapilli, escoria volcánica porosa que por sus características presenta una elevada retención hídrica, óptimas capacidades de intercambio catiónico y una sustancial durabilidad en el tiempo.

### Códigos identificativos
Cada una de las plantas presentes en el Bosco está identificada inequívocamente por una secuencia de números y caracteres alfabéticos. Para encontrar este código basta determinar con precisión el nombre científico de la planta y la ubicación (piso y terraza), como por ejemplo:
QI.02.V01
Los dos primeros caracteres son las iniciales del nombre científico de la especie (en este caso, la encina, o Quercus ilex); los dos conjuntos de caracteres posteriores identifican el número de piso (el segundo) y el código de la terraza (V01) donde se sitúa.

### Riego
El riego de los árboles se realiza mediante un sistema de riego por goteo de mantenimiento centralizado. El agua que usa no es potable, sino que es recuperada de las aguas grises producidas por el edificio o de la falda acuífera. Esta, una vez acumulada en una cisterna, fluye a través de una red de conductos de riego a la vista que presentan una bajísima resistencia a las bajas temperaturas y bloquean automáticamente el régimen hídrico en el caso de que haya menos de cero grados; este control es completado por una serie de sondas a monitorización remota que también pueden identificar eventuales averías.
El suministro de agua a cada planta está garantizado por un dispositivo de control compuesto por una válvula de escape, un regulador de la presión y una unidad filtrante. El riego, accionado eléctricamente, también tiene en cuenta las necesidades reales de la vegetación: cada válvula es independiente de las otras, de manera que garantice el flujo ideal del agua. En este punto, una válvula automática de aire y un ala de goteo permiten el riego del sustrato de cultivo de cada planta.

## Estructura
El Bosco Verticale se compone de dos torres, la Torre De Castillia (antiguamente llamada Torre E) y la Torre Confalonieri (antigua Torre D), con una altura de 111,15 y 78 metros respectivamente (26 y 18 plantas), unidas por medio de un zócalo con forma de L. Los dos edificios se caracterizan por la presencia de balcones de hormigón armado con soleras estructurales de 28 cm de espesor y parapetos de 130 cm de altura, que sobresalen de manera irregular por los cuatro lados de los edificios con un voladizo de 3,25 metros. El desplazamiento de los balcones entre plantas consecutivas, además de conferir dinamismo al perfil del Bosco, permite la instalación de árboles de hasta nueve metros de altura; el uso de plantas de estas dimensiones no estaba contemplado en las primeras versiones del proyecto, en las que se preveía la construcción de balcones en bandas continuas.
El Bosco está revestido con paneles de gres porcelánico de gran formato en tonalidades grises, con acabado opaco; para más detalles, consúltese la sección Muros de cerramiento. Es peculiar, en este sentido, el uso «oculto» del ladrillo, que por su flexibilidad de uso fue elegido para el revestimiento de los muros de cerramiento y los muros estructurales. En realidad, este no se trata del primer uso no a la vista del ladrillo, puesto que esta solución fue adoptada en el pasado por Gerrit Rietveld, por Robert Mallet-Stevens en su Villa Noailles y por Pier Luigi Nervi, cuyas estructuras abovedadas recurren a soleras de ladrillo y cemento.

### Mitigación de las vibraciones
Aunque está edificado sobre un terreno que presenta condiciones litológicas ideales y una acción limitada de la falda acuífera subterránea, el Bosco Verticale está dotado de un sistema de disipación de la energía capaz de amortiguar eficazmente las vibraciones. La adopción de esta tecnología se hizo necesaria para bloquear la propagación de las eventuales ondas sísmicas pero, sobre todo, de las vibraciones inducidas por el tránsito ferroviario de las líneas 2 y 5 del metro, que pasan respectivamente al norte y al este de la parcela.
La presencia de los dos túneles del metro, con el extradós a solo 3,5 metros de distancia de los cimientos de las dos torres, constituye una fuente considerable de interferencias, a causa de las anomalías de la conducción del material rodante y de las irregularidades en la estructura de los raíles. La estabilidad estructural y el confort acústico de los residentes de las dos torres están garantizados así mediante la instalación de materiales elásticos amortiguadores capaces de hacer «flotar» ágilmente la estructura sobre el terreno: los valores de aislamiento acústico, obtenidos con hélices de acero, corresponden a 3,5 hercios.

### Muros de cerramiento
El Bosco Verticale tiene muros de cerramiento estratificados con poliestireno extruido pre-acoplado como aislante térmico (10,0 cm), bloques de ladrillo aligerado en pasta (25,0 cm) enlucido (1,5 cm), cámara de aire y fachada avanzada de losas de gres porcelánico (55x120x1,4 cm) y una subestructura compuesta por montantes de aluminio. Análogamente, las paredes que separan el hueco de la escalera de las unidades residenciales presentan unos muros a caseta, con ladrillo aligerado en pasta (8,0 cm) revestido con losas de cartón yeso (1,5 cm), enlucido de mortero (1,0 cm), paneles aislantes minerales (80% de vidrio reciclado, 6,0 cm) y paramento de ladrillo poroso (12,0 cm) enlucido (3,0 cm).
Las paredes de ladrillo están conectadas a la subestructura mediante soportes con forma de T; por su parte, las losas están ancladas mediante fijación mecánica, coronadas por cerámica fresada y ranuras de perfil de aluminio, donde se sujetan los cuatro ganchos de soporte. Se aplicó una tira de adhesivo estructural entre la parte posterior de la losa y las alas laterales del perfil para asegurar una adecuada distribución de las cargas del viento; similarmente, para garantizar la continuidad del material, cada tres o cuatro losas se colocó un enganche con forma de peine.
Para aumentar su robustez y resistencia, y por tanto para ofrecer un adecuado sistema de soporte, el paramento de los muros fue realizado con bloques de ladrillo normales (25,0x19x48 cm) rectificados, con un peso específico de 800 kg/m³: de este modo, el valor máximo de la capacidad portante (carga de rotura) es de aproximadamente 7 kN, según lo medido experimentalmente. Para no comprometer la eficacia termoaislante de la estructura, se aplicaron también grapas de acero inoxidable austenítico (18% cromo, 8% níquel), equipadas con arandelas antigoteo y pendientes hacia el exterior para evitar la acumulación de agua.